# Национальный институт оборонных исследований Швеции
Национальный институт оборонных исследований Швеции (швед. Försvarets forskningsanstalt, FOA) — государственное научно-исследовательское учреждение Швеции, занимавшееся оборонными исследованиями в интересах Министерства обороны Швеции, включая разработки в области физики, химии, медицины, телекоммуникаций и ядерных технологий. Действовало с 1945 года по 31 декабря 2000 года. С 1 января 2001 года функции института были переданы вновь созданному Агентству оборонных исследований Швеции (Totalförsvarets forskningsinstitut, FOI), образованному путём объединения FOA и Шведского аэродинамического института (FFA).

## История

### Основание и структура (1945–1957)
FOA был основан в1945 году (инструкция TS C:II № 24), объединив функции Химического института Вооружённых сил Швеции (Försvarsväsendets kemiska anstalt, FKA), Института военной физики и Технической телекоммуникационной рабочей группы при Государственном совете по изобретениям (Statens uppfinnarnämnds teletekniska arbetsgrupp, SUN). Институт стал главным центром оборонных научно-технических исследований, не связанных напрямую с промышленностью.
Первоначально FOA состоял из трёх подразделений:
- FOA 1 — химия и медицина;
- FOA 2 — общая физика;
- FOA 3 — телекоммуникации и административное бюро[5].

### Начало ядерных исследований (1953–1959)
В начале 1950-х годов в FOA 4 начались строго засекреченные исследования по ядерной физике и технологии производства ядерного оружия. Уже в 1953 году был завершён первый проект по созданию ядерного заряда, отчёт по которому сочли слишком секретным для широкого распространения.
В марте 1956 года представители FOA представили парламентской комиссии по обороне отчёты о технических сроках реализации программы: «делящийся материал может быть готов к 1960–61 гг.». Однако после отказа парламента от финансирования в мае 1959 года и доклада Социал-демократической атомной комиссии работы были приостановлены, хотя фундаментальная база исследований сохранилась для возможного возобновления.

### Ядерные исследования и испытания (1956–1972)
Во второй половине 1950-х FOA была ключевым исполнителем шведской ядерной программы, получая дополнительное финансирование по поручению премьер-министра Таге Эландера. В 1956–1957 годах в рамках проектов Sirius и Vega в Лапландии (район Науста) были проведены масштабные взрывы, моделирующие последствия ядерных взрывов. На месте одного испытания образовался кратер, превратившийся в озеро Foajaure (от FOA + саам. jaure — озеро).
Институт координировал всю цепочку ядерного производства: добычу урана, производство тяжёлой воды, исследования плутония и проектирование сборочных производств. Основная деятельность велась в Урсвике, где располагалась штаб-квартира FOA. Несмотря на отсутствие официального решения о создании ядерного оружия, исследования продолжались вплоть до официального закрытия программы в 1972 году.
Согласно отчёту «Sweden and the Bomb» (2001), FOA провёл пять крупных исследований по возможности создания ядерного оружия (1948, 1953, 1955, 1957, 1965) и прекратил работы после подписания Швецией Договора о нераспространении ядерного оружия в 1968 году.

### Ранние реформы (1958–1973)
В 1958 году было создано подразделение FOA P для операционного анализа и планирования, преобразованное в 1962 году в плановое управление. К началу 1960-х оно занималось масштабными прогнозами и симуляциями, в том числе ядерных сценариев.
В 1959 году FOA 4 официально стал подразделением института, специализирующимся на ядерных исследованиях. В 1962 году основан институт материаловедения. В 1965 году подразделение FOA 3 преобразовано в самостоятельную Лабораторию телекоммуникационных технологий обороны.

### Реформа 1974 года
1 июля 1974 года FOA прошёл значительную реорганизацию, разделившись на центральное управление и пять исследовательских подразделений:
- FOA 1 — операционный анализ, безопасность и социальные исследования;
- FOA 2 — физика, ядерные технологии, материалы, вычислительная техника;
- FOA 3 — электроника, оптика, радиолокация;
- FOA 4 — химия, биохимия, радиационно-химическая защита;
- FOA 5 — медицина и биотехнологии.

В 1976 году управление было упрощено до двух подразделений: планирования и развития, а также управленческого отдела.

### Последние годы и упразднение
1 января 2001 года FOA был объединён с Национальным институтом авиационных исследований в Агентство оборонных исследований Швеции (FOI). В 2024 году FOI продолжило традиции FOA в области ядерных исследований, запустив программу анализа ядерного оружия под руководством Карла Сёренсона.

## Геральдика
Герб института представлял собой лазоревый щит с крылатым двухлопастным пропеллером, наложенным поверх меча и якоря, положенных накрест. Щит был окружён венком, состоящим наполовину из лавровых, наполовину из дубовых листьев, выполненных в золотом цвете.

## Руководители

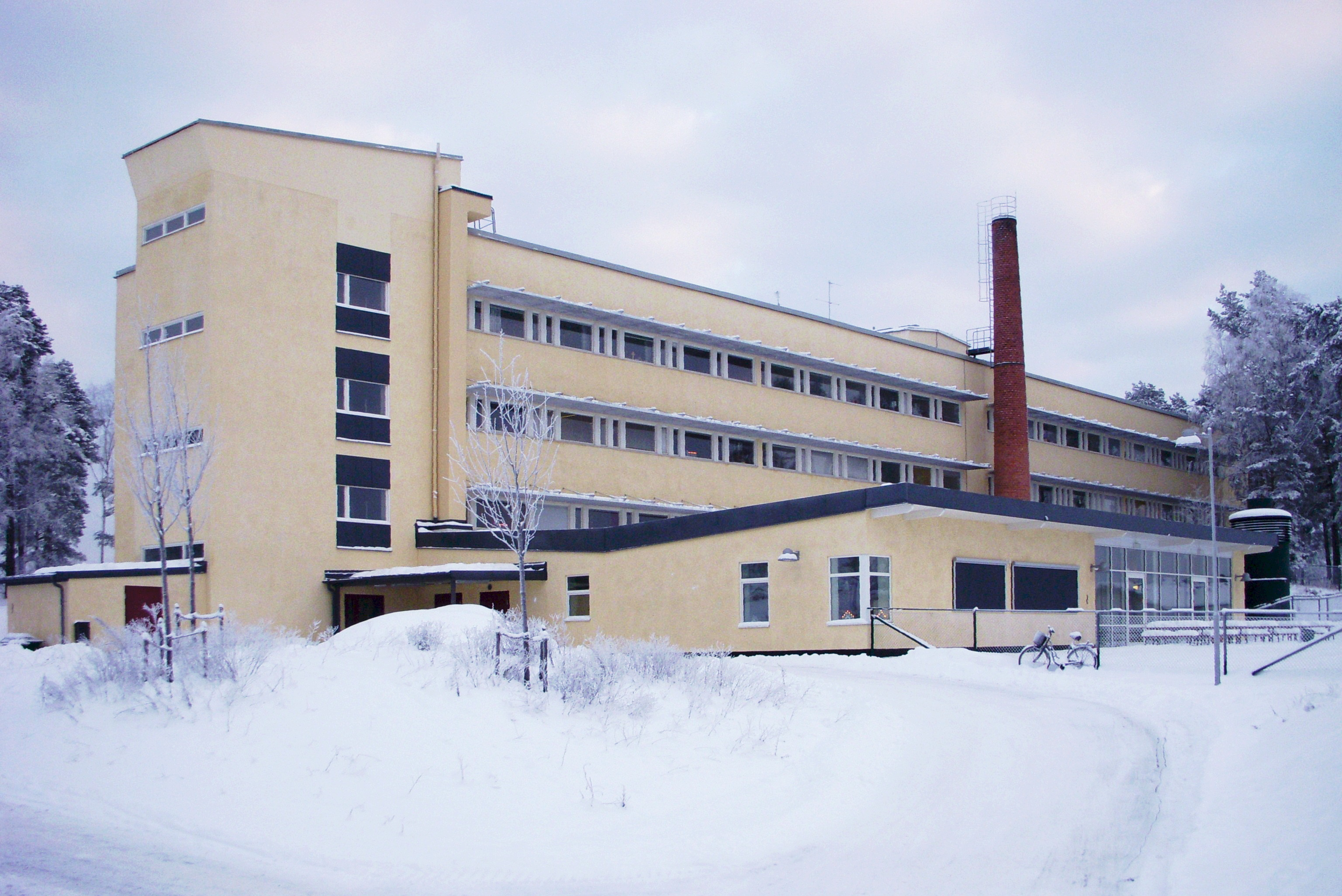
Здание бывшего офиса FOA в Урсвике (коммуна Сундбюберг)

Главные директора (Överdirektörer):
- 1945—1952 — Альберт Бьёркесон[31];
- 1952—1957 — Хуго Ларссон (с 1957 года — генеральный директор)[32].

Генеральные директора (Generaldirektörer):
- 1957—1968 — Мартин Ферм[33];
- 1968—1974 — Торстен Магнуссон[34];
- 1974—1984 — Нильс-Хенрик Лундквист[35];
- 1984—1985 — Ларс-Эрик Таммелин[36];
- 1985—1994 — Бо Рюбек[37];
- 1994—2000 — Бенгт Андерберг[38].